# Myrionema
Myrionema es un género de hidrozoos perteneciente a la familia Eudendriidae.
Las especies de este género se encuentran en el Caribe y Malesia.
Especies:
- Myrionema amboinense Pictet, 1893
- Myrionema hargitti (Congdon, 1906)